# 矛

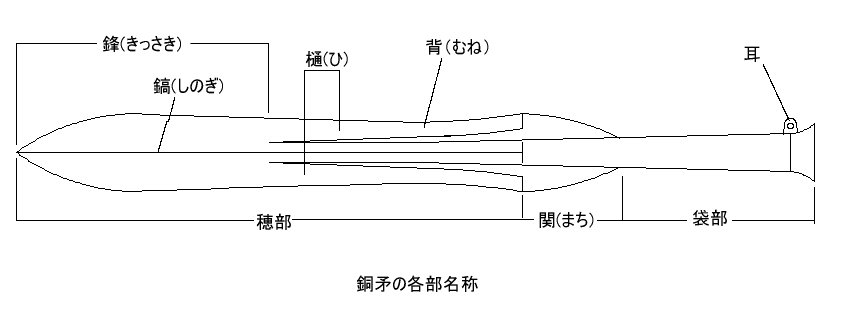
矛（銅矛）の各部名称

矛（ほこ、異体字：鉾）は槍や薙刀の前身となった長柄武器で、やや幅広で両刃の剣状の穂先をもつ。
日本と中国において矛と槍の区別が見られ、他の地域では槍の一形態として扱われる。日本では鉾や桙の字も使用されるが、ここでは矛の字で統一して記述する。

## 概略
矛は中国において、戦車兵に欠かせない武器として用いられただけでなく、歩兵や騎兵にとっても有効な武器として広く使用された。その後、冶金技術の進歩や戦術の変化により、刺突力が優れ集団戦に向く槍へと進化した。
前述の通り矛と槍の区分は一部地域のみで見られるのだが、矛と槍を区別する基準や矛の定義は必ずしも明確に定まっておらず曖昧である。中国では槍と矛の違いは全く無いとする一説もある。
以下に一般的な矛の特徴と槍との区別基準をあげる。
- 「刺突」と「斬る」の両方を目的とした刃をもつが、槍は矛に比べより先細りで刺突力に優れた形状をもつ。
- 柄との接合部が袋穂とよばれるソケット状になっている。槍は茎（なかご）を差し込んで固定する方式をとる。

さらに抽象的な区別基準として以下の二つをあげる。
- 槍が武器として完成する前段階のもの。
- 魚類を突いて捕らえる長柄で穂先をもつ漁具。ただし漁具としては銛との区別が曖昧。

石器時代に用いられた石槍（骨槍、木槍）に関して、槍の前段階として石矛と呼んだり、漁に用いたものを特に石矛と称する場合もある。
袋穂はその形状の成形・成型に手間がかかるため茎方式に比べ生産性で劣っている。ただし、初期の冶金技術では実戦に耐えうる細く長い茎の形状を造ることが難しかったために袋穂によって柄と接合された。そして、冶金技術が発達すると威力と生産性に優れる槍へ変化していったと考えられている。
なお、中国では明の時代に、蛇をおもわせるくねった刀身をもつ改良型の蛇矛（だぼう）が登場している。

## 日本における矛
日本においては矛と槍の違いについて、さらに以下のような説がある。
- 穂先の形状に一定の傾向があり、矛は先端が丸みを帯び鈍角の物が多いのに対し、槍は刃が直線的で先端が鋭角である。
- 矛は片手での使用が基本で逆の手に盾を構えて使用した。これに対し槍は両手での使用を前提としていた。
- 時代区分として、鎌倉時代後半、特に菊池槍から発展し南北朝時代に広く広まったものを槍とした。後世に用いられた弭槍（はずやり）や袋槍は袋穂形式ではあるが、槍から進化した槍の一種に分類される。

国産み神話で大地をかき混ぜるのに天沼矛（あめのぬぼこ）が用いられたことからも分かるように、古い歴史をもつ武器である。
矛は金属器の伝来と共に中国から伝わってきたと考えられている。材質は青銅製の銅矛で後に鉄で生産されるようになると、銅矛は大型化し祭器として用いられるようになった。
日本の訓読みで「矛」や「鉾」、「桙」だけでなく戈、鋒、戟いずれも「ほこ」の読みがあることから、この時代の「ほこ」は長柄武器の総称であった可能性がある。
鎌倉時代では従来の矛や手鉾（てぼこ）が用いられていたものの、刀の作成技術の発達と流行から、太刀、長巻、薙刀が主力であった。
しかし鎌倉時代後期の元寇において元軍が用いた集団戦への対応や、足軽の台頭により、日本でも戦闘形態が徒歩の集団戦へと変化した。それに適した武器として長柄の刺突武器が見直された結果、槍の誕生へと繋がった。
ちなみに新井白石は、「“やり”というのは古の“ほこ”の制度で作り出されたものだろう。元弘・建武年間から世に広まったらしい。」と著書で述べている。そして文中の記述において、“やり”には“也利”、“ほこ”には“槍”の字を充てている。

## 祭具
祭礼に用いる祭具として祭矛がある。
なお、祭具用矛は「儀矛」とも呼ばれ、神宝、神宝、威儀物などとして使用される。それらは手矛であり、鍔は円形で金、柄は黒漆、鍔下柄に鰭をつけるが、赤地錦で先を三山に切り、金色の巴紋または神紋を取り付けることになっている。

## 備考
- 沖縄の古武術にあるローチンは盾（ティンベー）と共に用いられる短柄の先に穂先を持つ武器で、矛・槍の分類にあてはめると手矛の一種といえる。これは日本からではなく中国から伝来したものとされている。
- ギリシャ神話のポセイドンやローマ神話のネプチューンらの海神はトライデント（三つ又の矛）を武器としている。